# Edson Queiroz (médium)
Edson Cavalcante Queiroz (Recife, 23 de agosto de 1950 - Recife, 5 de outubro de 1991) foi um médico ginecologista e médium brasileiro.
Destacou-se pela prática de cirurgias espirituais atribuídas a um suposto Dr. Fritz, na sucessão de José Arigó e dos irmãos Oscar e Edivaldo Wilde.

## Biografia
Queiroz nasceu em Recife, Pernambuco, em 23 de agosto de 1950. Formou-se em medicina, com especialização em ginecologia.[carece de fontes?]
Em 1979 passou a afirmar estar incorporando o espírito do "Dr. Fritz", que, como a Arigó, lhe trouxe reconhecimento e fama.
A cantora Alcione diz ter sido tratada de um edema na garganta por Queiroz.
Em 1983, o Conselho Regional de Medicina do Ceará acusou Cavalvante Queiroz de prática ilegal da Medicina o que resultou na cassação de seu registro profissional. Dois anos depois foi absolvido, no entanto.
Outros processos, pela mesma acusação e por charlatanismo, quase levaram à cassação do seu registro profissional, mas Queiroz não interrompeu suas atividades.[carece de fontes?]
Em 1990, foi eleito deputado estadual em Pernambuco.
Morreu em 5 de outubro de 1991, assassinado por seu caseiro.

### Homenagens
Uma rua na cidade de Curitiba, capital do estado do Paraná, recebeu o seu nome.[precisa de fonte secundária]

## Leituras adicionais
- DUBUGRAS, Elsie. Um fim trágico para Edson Queiroz. São Paulo: Revista Planeta, n° 230, novembro de 1991, p. 47-49.
- TOURINHO, Nazareno. Edson Queiroz, o novo Arigó dos espíritos  (2a. ed.). São Bernardo do Campo (SP): Correio Fraterno, 1991. 200p. il.
- NUÑEZ, Sandra. A Pátria dos Curadoresː Uma História da Medicina e da Cura Espiritual no Brasil. São Pauloː Pensamento, 2013. 216p.